# Károly Nagy
Károly Nagy (Budapest, 1936-ibídem, 28 d'octubre de 2015) fou un futbolista hongarès que jugava en la demarcació d'extrem dret. Jugà cinc temporades amb l'Újpest Budapest FC (1957-61) amb el qual guanyà la lliga hongaresa de futbol l'any 60. Va debutar com a futbolista la temporada 1957/1958 amb l'Újpest Budapest FC de la mà de l'entrenador Sándor Balogh. El seu primer partit el va jugar el 30 de març de 1957 contra el Budapest Honvéd FC, al qual va guanyar per 2-1. Aquesta temporada va acabar en tercera posició en lliga, seguint d'una setena i una cinquena les dues temporades següents. En 1960 va aconseguir guanyar la Nemzeti Bajnokság I després de superar el Ferencvárosi TC, que va quedar en segona posició. A l'any següent, i després de quedar segon en lliga, es va retirar com a futbolista. Va morir el 28 d'octubre de 2015 als 79 anys.